# 劉羲叟
劉羲叟（1015年—1060年），字仲更，澤州晉城人（今山西省晋城市），是一位北宋天文学家和大臣。
歐陽修在河東时认识了劉羲叟，非常赏识他的才智。試大理評事，權趙州軍事判官。
劉羲叟精算術，兼通《大衍》諸歷。及修唐史，令專修《律歷》、《天文》、《五行志》。尋為編修官，改秘書省著作佐郎。以母喪去，詔令家居編修。書成，擢崇文院檢討，未入謝，疽發背卒。